# Potamanthus luteus
Espèce
Potamanthus luteus est une espèce d'insectes appartenant à l'ordre des éphéméroptères, à la famille des potamanthidés.

## Caractéristiques physiques
- Nymphe : de 16 à 18 mm pour le corps
- Imago :
  - Corps : ♂ 10 à 12 mm, ♀ 12 à 15 mm
  - Cerques : ♂ 10 à 15 mm, ♀ 11 à 13 mm
  - Ailes : ♂ 12 à 14 mm, ♀ 13 à 15 mm